# Żuraw mandżurski
Żuraw mandżurski (Grus japonensis) – gatunek ptaka z rodziny żurawi (Gruidae), jeden z największych w tej rodzinie. W Azji Wschodniej jest symbolem szczęścia i wierności. Nie wyróżnia się podgatunków.

## Morfologia

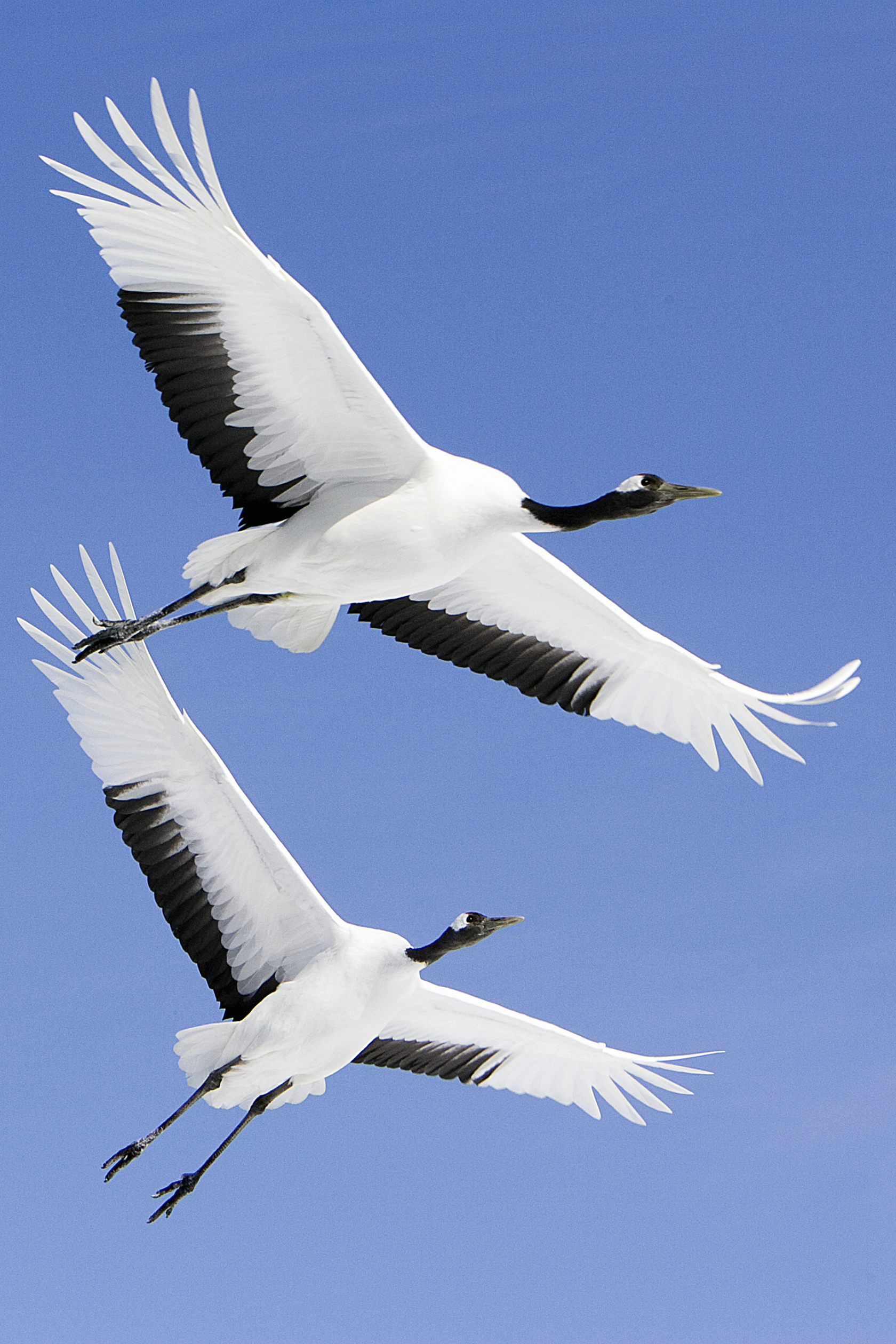
Żurawie mandżurskie w locie

Wygląd zewnętrznyDorosły żuraw mandżurski (zwany także japońskim) jest upierzony na biało, poza ogonem, który jest czarny, głową i szyją, które są również koloru czarnego lub szarego. Na czubku głowy widnieje czerwona łata skóry. Jej kolor staje się jaskrawy, kiedy ptak jest pobudzony.
Rozmiary
Długość ciała – 138–152 cm, rozpiętość skrzydeł 220–250 cm.
Masa ciała
7–10 kg, zimą do 12 kg.

## Występowanie
Zasięg występowaniaWiosną i latem żuraw mandżurski gniazduje w południowo-wschodniej Rosji, północno-wschodnich Chinach i na przyległym obszarze w skrajnie wschodniej Mongolii, ponadto na Hokkaido w Japonii. Populacja kontynentalna migruje na zimowiska do Korei, wschodnio-środkowych Chin, czasem zalatuje na Tajwan, populacja japońska nie migruje.
ŚrodowiskoBagna, pola ryżowe, tereny podmokłe.

## Pożywienie
Małe płazy, ryby, gryzonie, owady, wodne bezkręgowce oraz rośliny.

## Rozród
Sezon lęgowy w kwietniu–maju. Gniazdo budowane jest na mokrym podłożu lub w płytkiej wodzie (do 50 cm głębokości); budulec stanowią łodygi, liście i wysuszone kwiaty traw i turzyc. Samica zwykle składa dwa jaja, ich inkubacją zajmują się oboje rodzice przez około 29–34 dni. Pisklęta opuszczają gniazdo już w pierwszym dniu po wykluciu, po 2–3 dniach potrafią pływać. W pełni opierzone i zdolne do lotu stają się w wieku około 95 dni.

## Status
Międzynarodowa Unia Ochrony Przyrody (IUCN) od 2021 roku uznaje żurawia mandżurskiego za gatunek narażony (VU – Vulnerable); wcześniej, od 2000 roku klasyfikowała go jako gatunek zagrożony (EN – Endangered), a od 1994 roku jako gatunek narażony. W 2020 roku liczebność populacji szacowano na około 2300 dorosłych osobników; około połowa populacji zamieszkiwała Japonię. Globalny trend liczebności uznawany jest za malejący. Głównym zagrożeniem dla gatunku jest utrata i degradacja siedlisk.